# Boulevard de la Bastille
Le boulevard de la Bastille est une voie du 12e arrondissement de Paris dans le quartier des Quinze-Vingts suivant le port de plaisance de Paris Arsenal (port de l’Arsenal).

## Situation et accès
Long de 705 mètres, il commence au pont Morland / quai de la Rapée et se termine à la place de la Bastille. Il est réparti en 52 numéros d'immeubles. Ce boulevard est desservi au début par la station Quai de la Rapée, ligne 5 du métro de Paris, et à sa fin par la station Bastille pour les lignes 1, 5 et 8 du métro de Paris. Cette voie longe en surplomb le port de l'Arsenal.

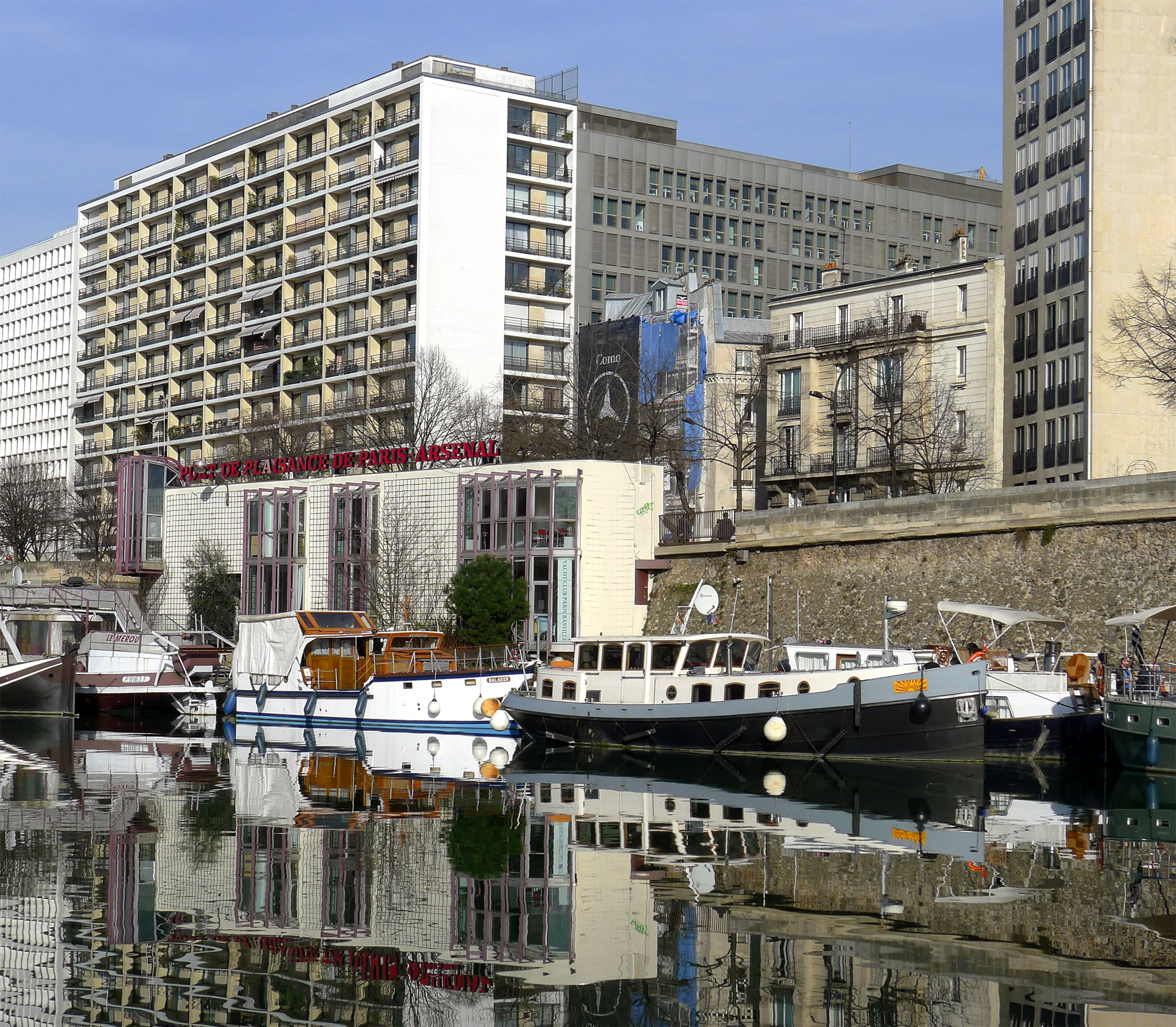
Le boulevard de la Bastille dominant le port de l'Arsenal.
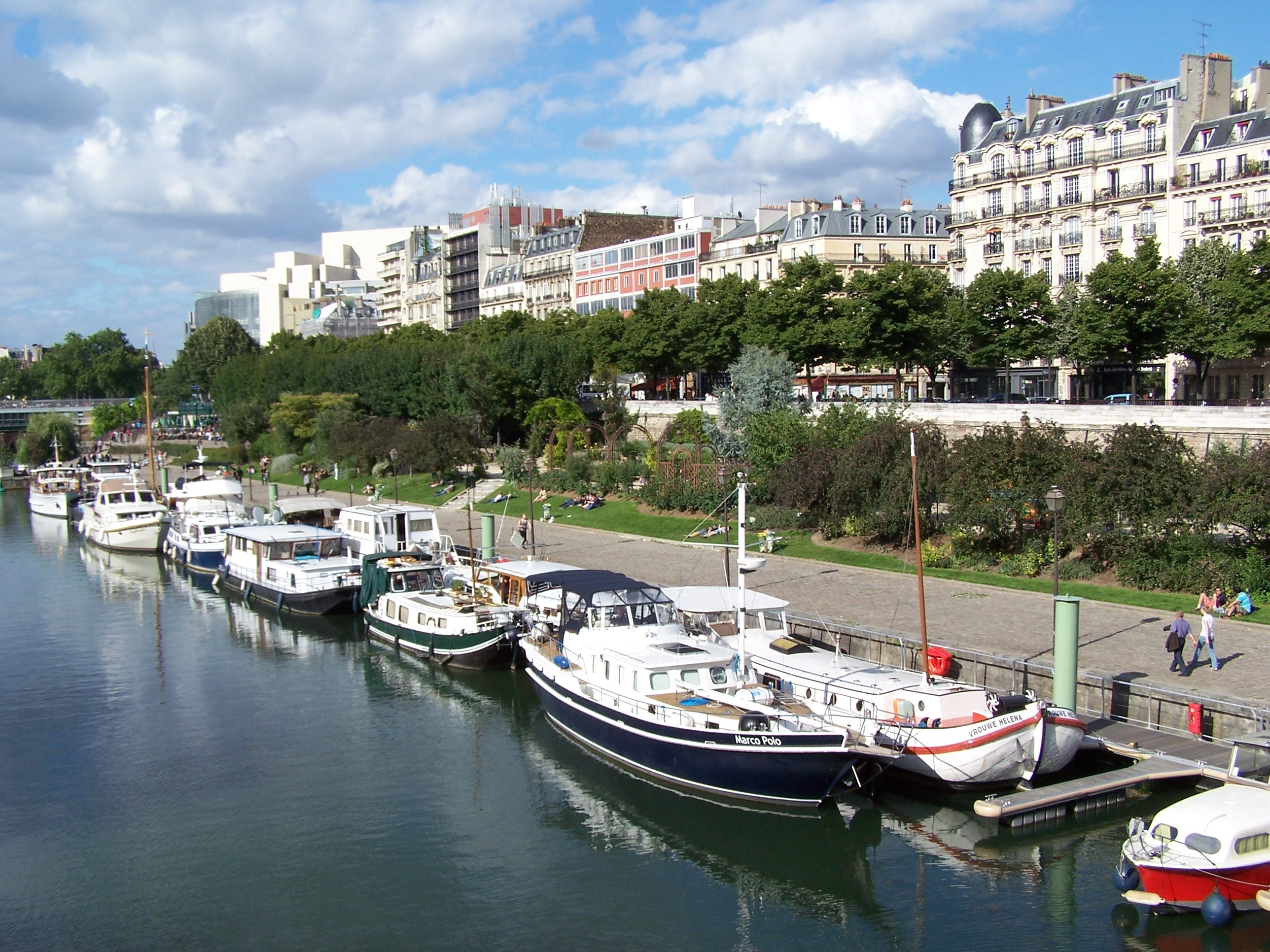
Port de l'Arsenal et le boulevard de la Bastille au-dessus.

## Origine du nom
La dénomination du boulevard de la Bastille est due au voisinage de la place de la Bastille.

## Historique

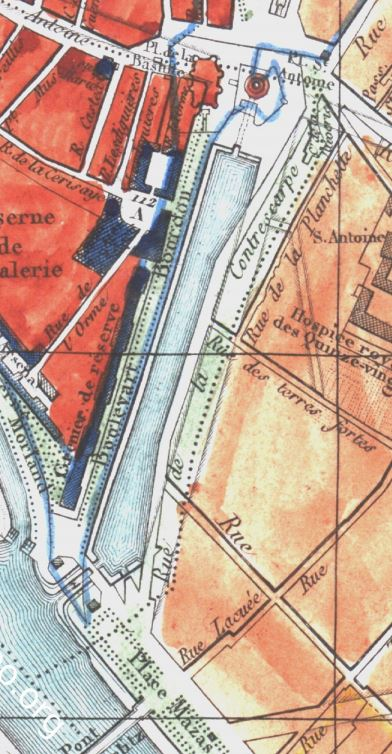
Rue Contrescarpe (saint Antoine) - plan de Paris d'Ambroise Tardieu - 1839

Cette voie était initialement appelée le « chemin et rue de la Contrescarpe-Saint-Antoine », nom qui lui avait été donné à cause du voisinage de l'enceinte de Charles V.
Ce boulevard est la rectification de la rue des Portes-Saint-Antoine, qui existait vers 1605, qui porta le nom de « boulevard de la Contrescarpe » et qui fut alignée par ordonnance du 9 août 1844, avant de prendre sa dénomination actuelle en 1898.
Entre les nos 70 et 72 du boulevard de la Contrescarpe se trouvait la cour de la Juiverie.
Il est indiqué que la cour de la Juiverie a été construite vers 1632 et qu'elle était située dans l'ancien 8e arrondissement de Paris en 1812. Les numéros de la cour étaient en noir, le dernier numéro impair était le no 7, et le dernier numéro pair était le no 16,,.
Cette cour devait son nom aux Juifs qui y habitèrent. Charles V leur accorda ce terrain en compensation de leur bannissement par Philippe VI de Valois.

## Bâtiments remarquables et lieux de mémoire
- Le boulevard surplombe le port de l'Arsenal et le jardin de l'Arsenal.
- Au no 10, la Maison rouge.
- Au no 28, un linteau de porte décoré reprenant un thème de batellerie par le sculpteur Joseph Carlier vers 1900.
- Au no 34, l'actrice Mady Berry y demeure avec René Max Wachthausen lors de leur mariage en 1915[7]
- Au no 52, l'immeuble de l'îlot Biscornet.

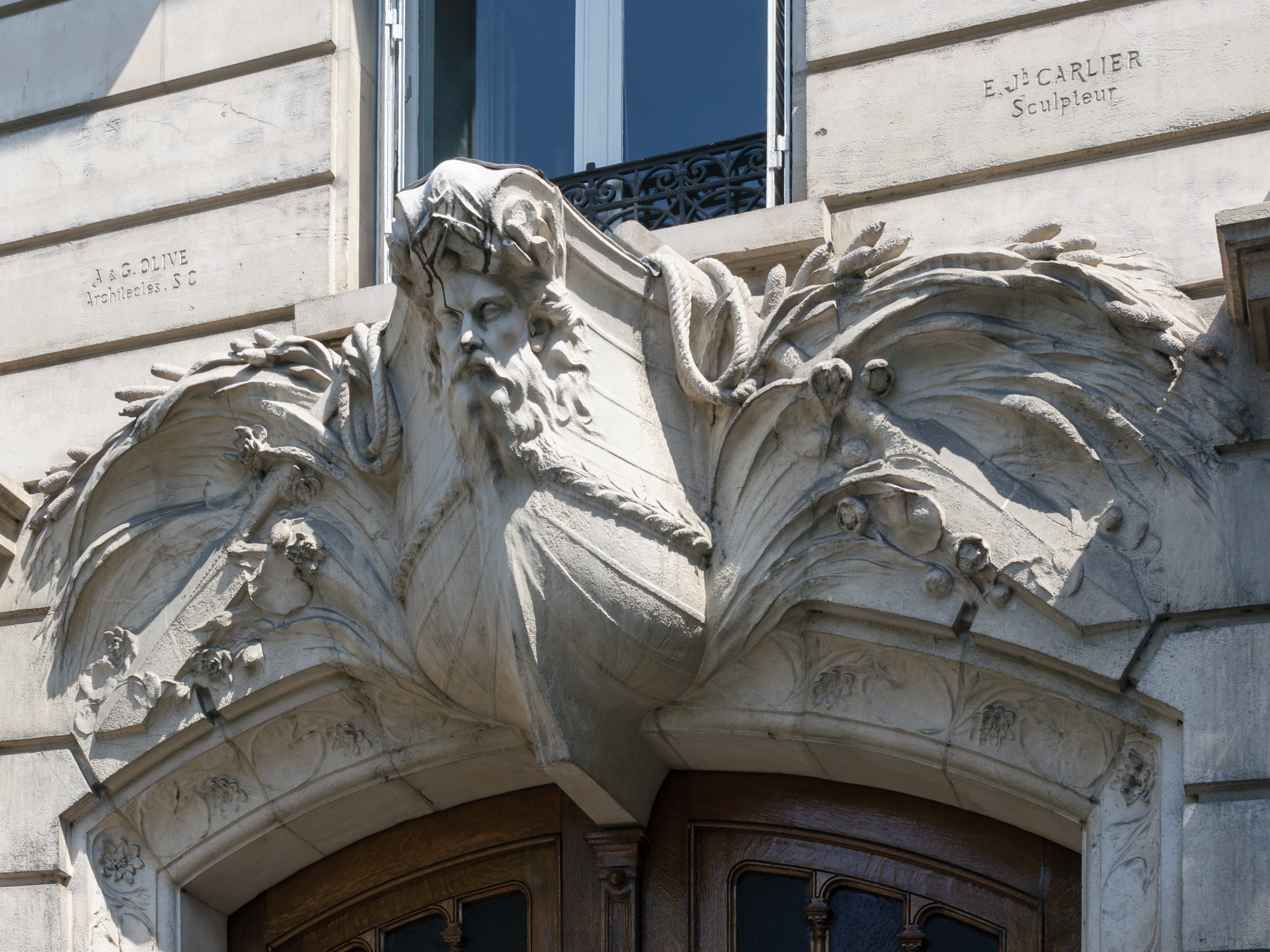
Sculpture de Joseph Carlier au no 28.